# Manfred Kandler
Manfred Kandler (* 1941 in Klagenfurt) ist ein österreichischer Provinzialrömischer Archäologe.

## Beruflicher Werdegang
Kandler studierte an den Universitäten Graz und Wien Kunstgeschichte, Klassische Archäologie und Alte Geschichte. Er wurde 1970 mit der Dissertation „Die Darstellung der römischen Ruinen in der Druckgraphik des 16. Jahrhunderts“ bei Heinrich Gerhard Franz und Erna Diez in Graz promoviert. Von 1968 bis 1973 war er Assistent an der Limeskommission der Österreichischen Akademie der Wissenschaften, von 1973 bis zu seiner Pensionierung am 1. Januar 2007 wissenschaftlicher Beamter am Österreichischen Archäologischen Institut in Wien und zuletzt auch dessen stellvertretender Direktor. Von 1987 bis 2001 war er Lehrbeauftragter der Universitäten Wien und Graz. Von 1988 bis 2006 leitete er die Ausgrabungen des Österreichischen Archäologischen Instituts in Carnuntum.

## Archäologische Grabungs- und Forschungsprojekte
Neben Ausgrabungstätigkeiten im Legionslager Burnum (Kroatien), in der Dekanatskirche St. Georgen (Salzburg) und im Kastellvicus von Traismauer (Niederösterreich) lag der Schwerpunkt der Forschungstätigkeit in Carnuntum. Von 1968 bis 1977 erfolgten Grabungen im Legionslager, 1978 bis 1991 in den canabae, wo unter anderem ein Heiligtum der heliopolitanischen Götter und ein Heiligtum für Liber und Libera freigelegt wurden. Von 1989 bis 2006 arbeitete Kandler im Auxiliarkastell Carnuntum.
In den Jahren von 1980 bis 2000 wurden zahlreiche Forschungsprojekte zu Fundgruppen (Keramik, Architektur), aber auch interdisziplinäre Projekte (wie Photogrammetrie und Thermolumineszenzdatierung) durchgeführt. In Zusammenarbeit mit Archeo Prospections (Zentralanstalt für Meteorologie und Geodynamik Wien) und VIAS (Vienna Institute for Archaeological Science) wurde in Carnuntum 1998 mit der archäologischen Bodenprospektion mittels Geomagnetik-, Geoelektrik- und Georadarmessungen begonnen, deren wichtigstes Ergebnis die Ortung des Forums der Zivilstadt von Carnuntum war.

## Auszeichnungen
- 1988 Österreichisches Ehrenkreuz für Wissenschaft und Kunst
- 2011 Wissenschaftspreis des Landes Niederösterreich
- 2017 Ehrenmitgliedschaft der ÖGUF (Österreichische Gesellschaft für Ur- und Frühgeschichte), Laudatio Christa Farka

## Schriften (Auswahl)
- als Herausgeber mit Hermann Vetters: Der römische Limes in Österreich. Ein Führer. Verlag der Österreichischen Akademie der Wissenschaften, Wien 1986, ISBN 3-7001-0785-4 (2., unveränderte Auflage, ebenda 1989).
- als Herausgeber mit Hermann Vetters: Akten des 14. internationalen Limeskongresses 1986 in Carnuntum (= Der römische Limes in Österreich. Band 36). 2 Teilbände, Verlag der Österreichischen Akademie der Wissenschaften, Wien 1990, ISBN 3-7001-1695-0.
- als Herausgeber Das Auxiliarkastell Carnuntum. Band 2: Forschungen seit 1989 (= Sonderschriften des Österreichischen Archäologischen Instituts. Band 30). Österreichisches Archäologisches Institut, Wien 1997, ISBN 3-900305-22-6.
- 100 Jahre Österreichisches Archäologisches Institut 1898–1998. Forschungen in Carnuntum. Begleitband zur Bilddokumentation im Museum Carnuntinum in Bad Deutsch-Altenburg. Österreichisches Archäologisches Institut, Wien 1998, ISBN 3-900305-25-0.
- Carnuntum. In: Marjeta Šašel-Kos, Peter Scherrer (Hrsg.): Die autonomen Städte in Noricum und Pannonien: Pannonia II (= Situla. Band 42). Narodni Muzej Slovenija, Ljubljana 2004, ISBN 961-6169-30-0, S. 11 ff. (mit Beiträgen von Franz Humer und Heinz Zabehlicky).
- Das Reiterlager von Carnuntum und die Grabsteine im Lapidarium des Kulturhauses von Petronell-Carnuntum (= Kleine Führer zu archäologischen Denkmälern. Neue Serie, Band 2). Österreichisches Archäologisches Institut, Wien 2008, ISBN 978-3-900305-53-6.
- Das Heiligtum des Iuppiter Optimus Maximus Dolichenus in Carnuntum (= Archäologischer Park Carnuntum. Neue Forschungen. Band 2). Phoibos, Wien 2011, ISBN 978-3-85460-256-9.